# Сирота Лео

Лео Сирота грає Шопена

Ле́о Сирота́ (* 4 травня 1885, Кам'янець-Подільський — † 25 лютого 1965, США) — єврейський піаніст-віртуоз.

## Біографічні відомості
Коли Сироті було 11 років, він уже давав уроки старшим за себе учням і їздив у концертні турне. У Києві навчався у Григорія Ходоровського.
Вчителем Сироти був також Ферруччо Бузоні, який посприяв дебюту піаніста у Відні, де вони разом виконали Сонату D-dur, написану Моцартом для двох фортепіано.
У Берліні Сирота почав концертну поїздку країнами Європи з оркестром Сергія Кусевицького. Пізніше вчителем молодого музиканта став Олександр Глазунов.
У репертуарі Лео Сироти всі твори Моцарта, всі сонати Бетховена, більша частина творів Ліста, Шумана, музика Прокоф'єва, Стравінського, Бузоні, Шенберга та сучасників піаніста.
У 1921—1924 роках Лео Сирота вів майстер-класи у Львівській консерваторії імені Кароля Шимановського . Серед його учнів - український піаніст, диригент і композитор Антін Рудницький (1902-1975).

Лео Сирота з дружиною Августиною, донькою Беатою та японським композитором Косаку Ямада, 1928 рік

25 жовтня 1923 року у Відні в Лео Сироти народилася донька Беата (у шлюбі — Беата Гордон), пізніше американська громадська діячка.
Під час гастролей у Москві Лео Сирота отримав запрошення від уряду Маньчжурії. На його виступі в Харбіні був провідний японський композитор того часу Косаку Ямада. Він одразу ж запросив піаніста виступити в Токіо. Так 1928 року Лео Сирота уперше потрапив до Японії. Розповідає донька піаніста Беата Гордон:
| «Коли батько повернувся після цих гастролей, моя мама у Відні була дуже сердита, оскільки його не було цілий рік. Вона сказала: «Якщо ти знову куди-небудь поїдеш, ти повинен узяти із собою усю сім’ю». Так і сталося наступного року, коли його запросили не тільки на гастролі в Японію, але й викладати в Імператорській Академії упродовж шести місяців». |
1929 року Лео Сирота із сім'єю оселився в Японії, де очолив фортепіанний відділ Токійської королівської академії Уено. Замість запланованих шести місяців піаніст прожив в Японії 17 років.
Від 1931 року Лео Сирота став викладати гру на роялі в Токійській консерваторії .
Протягом Другої світової війни, коли дочка Беата навчалася в США, разом із дружиною Августиною жив у гірському селі під домашнім арештом.
1946 року подружжя переїхало до США. Сирота влаштувався на роботу в Інституті музики в Сент-Луїсі.

## Увічнення пам'яті
25 травня 2008 року в рамках відкриття VII Київського міжнародного фестивалю документальних фільмів «Кінолітопис» відбулася світова прем'єра фільму «Родина Лео Сироти і ХХ століття», який створили японські кінематографісти (режисер Фудзівара　Томіто) .